# Britanska bolnica u Montevideu
Britanska bolnica u Montevideu (eng. British Hospital in Montevideo, špa. Hospital Británico) privatna je bolnica u Montevideu, glavnom gradu Urugvaja. Nalazi se u gradskoj četvrti (barrio) Parque Batlle, u blizini istoimenog gradskog parka.
Bolnica je 1857. godine izgrađena uz novčanu pomoć malobrojne britanske useljeničke zajednice. Stara bolnička zgrada nalazila se u kulturno-povijesnoj četvrti Ciudad Vieji u središtu grada pod imenom "Hospital Extranjero" odnosno Bolnica za strance. Sve do 1913. godine, punih četrdeset godina, bolnica je pružala njegu i medicinske usluge liječenja i oprovaka isključivo britanskim vojnicima i državljanima, kada se glavna zgrada preselila uz atlantsku obalu na današnje zemljište.

## Vanjske poveznice
- Službene stranice bolnice (šp.) (engl.)

|  | Zajednički poslužitelj ima još gradiva o temi Britanska bolnica u Montevideu |